# Nowoorżyćke (hromada)
Hromada terytorialna osiedla Nowoorżyćke (ukr. Новооржицька селищна територіальна громада, Nowoorżyćka sełyszczna terytorialna hromada) – połączona hromada terytorialna w rejonie łubieńskim Ukrainy z siedzibą w Nowoorżyćkym, utworzona 27 czerwca 2019 i rozszerzona 12 czerwca 2020.
Hromada składa się z osiedla Nowoorżyćke i 30 wsi. Znajduje się w zachodniej części obwodu połtawskiego w centrum rejonu łubieńskiego. Jest najmniejszą hromadą terytorialną rejonu. Sąsiaduje od północy z miejską Hromadą Pyriatyn i osiedlową Hromadą Czornuchy, od wschodu z miejską Hromadą Łubnie, od południa z osiedlową Hromadą Orżycia, a od zachodu z miejską Hromadą Hrebinka.
Hromada Nowoorżyćke jest jedyną połączoną hromadą terytorialną w rejonie łubieńskim, której siedziba nigdy nie była siedzibą władz rejonowych. Na terenie hromady znajdują się dwie dawne siedziby władz rejonowych – Łazirky i Tarandynci.
Na terenie hromady znajdują się dwa rezerwaty przyrody i stanowisko archeologiczne z epoki paleolitu.

## Historia

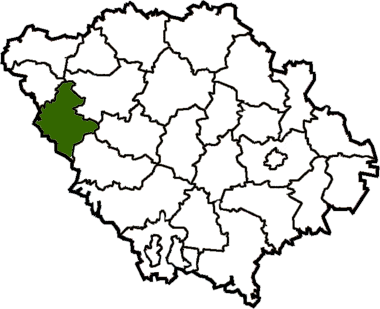
Rejon orżycki (1923-2020) na tle obwodu połtawskiego

Próby utworzenia połączonej hromady terytorialnej w północnej części rejonu orżyckiego trwały od 2018. Główną przeszkodą w procesie łączenia hromad były ambicje lokalnych samorządów i społeczności, dotyczące siedziby nowej hromady. Na korzyść Nowoorżyćkego przemawiały status osiedla typu miejskiego i centralne położenie na terenie przyszłej hromady, na korzyść Wysznewego siedziba dużego przedsiębiorstwa rolnego, uprawiającego znaczne połacie ziemi w rejonie orżyckim, natomiast na korzyść Łazirek status siedziby dawnego rejonu łazirkowskiego, rozbudowana infrastruktura lokalna i posiadanie czynnej stacji kolejowej.
19 czerwca 2019 Gabinet Ministrów Ukrainy zatwierdził nowelizację perspektywnego planu wyznaczania terytoriów hromad w obwodzie połtawskim, zgodnie z którą na terenie rejonu orżyckiego miały powstać dwie połączone hromady. Jedna z siedzibą w osiedlu rejonowym Orżycia, a druga z siedzibą w Łazirkach, obejmująca obszar dotychczasowych hromad – Czerewky, Łazirky, Nowoorżyćke, Woronynci i Wysznewe.
W odpowiedzi samorządy hromad terytorialnych Nowoorżyćke, Czerewky i Woronynci, niezadowolone z nowej wersji perspektywnego planu, zdecydowały się 27 czerwca 2019 na utworzenie własnej połączonej hromady terytorialnej z siedzibą w Nowoorżyćkym. Skutkiem tego, w następnej wersji planu z 19 grudnia 2019 przewidziano utworzenie trzech połączonych hromad z siedzibami w Orżyci, Łazirkach i Nowoorżyćkym. Do połączonej Hromady Łazirky miała zostać przyłączona Hromada Wysznewe, natomiast połączona Hromada Nowoorżyćke miała zostać zachowana w nowych granicach z 27 czerwca.
Równocześnie próby utworzenia własnej, połączonej hromady terytorialnej podejmowały Tarandynci, położone w rejonie łubieńskim, które w latach 1923–1930 były siedzibą rejonu tarandyncowskiego.
Utworzenie połączonej hromady z siedzibą w Nowoorżyćkym wywołało sprzeciw niektórych sąsiednich samorządów, w tym Łazirek i Wysznewego. Wśród mieszkańców sąsiednich hromad Bijiwci, Duchowe, Łazirky i Tarandynci przeprowadzono konsultacje społeczne w sprawie utworzenia połączonej hromady z siedzibą w Łazirkach. Następnie samorządy hromad zwróciły z wnioskiem o utworzenie połączonej Hromady Łazirky.
Podjęte starania nie przyniosły oczekiwanego rezultatu. Połtawska Obwodowa Administracja Państwowa, odpowiedzialna za opracowanie planu, opowiedziała się za utworzeniem na terenie rejonu orżyckiego tylko dwóch połączonych hromad terytorialnych, zawiadamiając równocześnie, że hromada osiedlowa (Nowoorżyćke) nie może zostać włączona do hromady wiejskiej (Łazirky). W związku z tym, w ostatecznej wersji planu z 13 maja 2020 przewidziano utworzenie dwóch, a nie trzech jak wcześniej planowano, połączonych hromad w Orżyci i Nowoorżyćkym, co oznaczało przyłączenie sąsiednich hromad do już istniejącej Hromady Nowoorżyćke.
29 maja 2020 przed siedzibą Gabinetu Ministrów Ukrainy w Kijowie odbył się protest, którego uczestnicy sprzeciwiali się łączeniu hromad wbrew woli mieszkańców i domagali się wprowadzenia zmian do perspektywnego planu. Wśród protestujących byli również zwolennicy połączonej hromady z siedzibą w Łazirkach.
12 czerwca 2020 zatwierdzono ostatecznie status Nowoorżyćkego jako siedziby samorządu połączonej hromady terytorialnej.
17 lipca 2020, na skutek reformy podziału administracyjnego Ukrainy, rejon orżycki wraz z Hromadą Nowoorżyćke został włączony do nowego rejonu łubieńskiego.
25 października 2020 odbyły się wybory samorządowe do Rady Osiedlowej w Nowoorżyćkym oraz na Przewodniczącego Rady Osiedlowej w Nowoorżyćkym.

## Geografia

### Warunki przyrodnicze

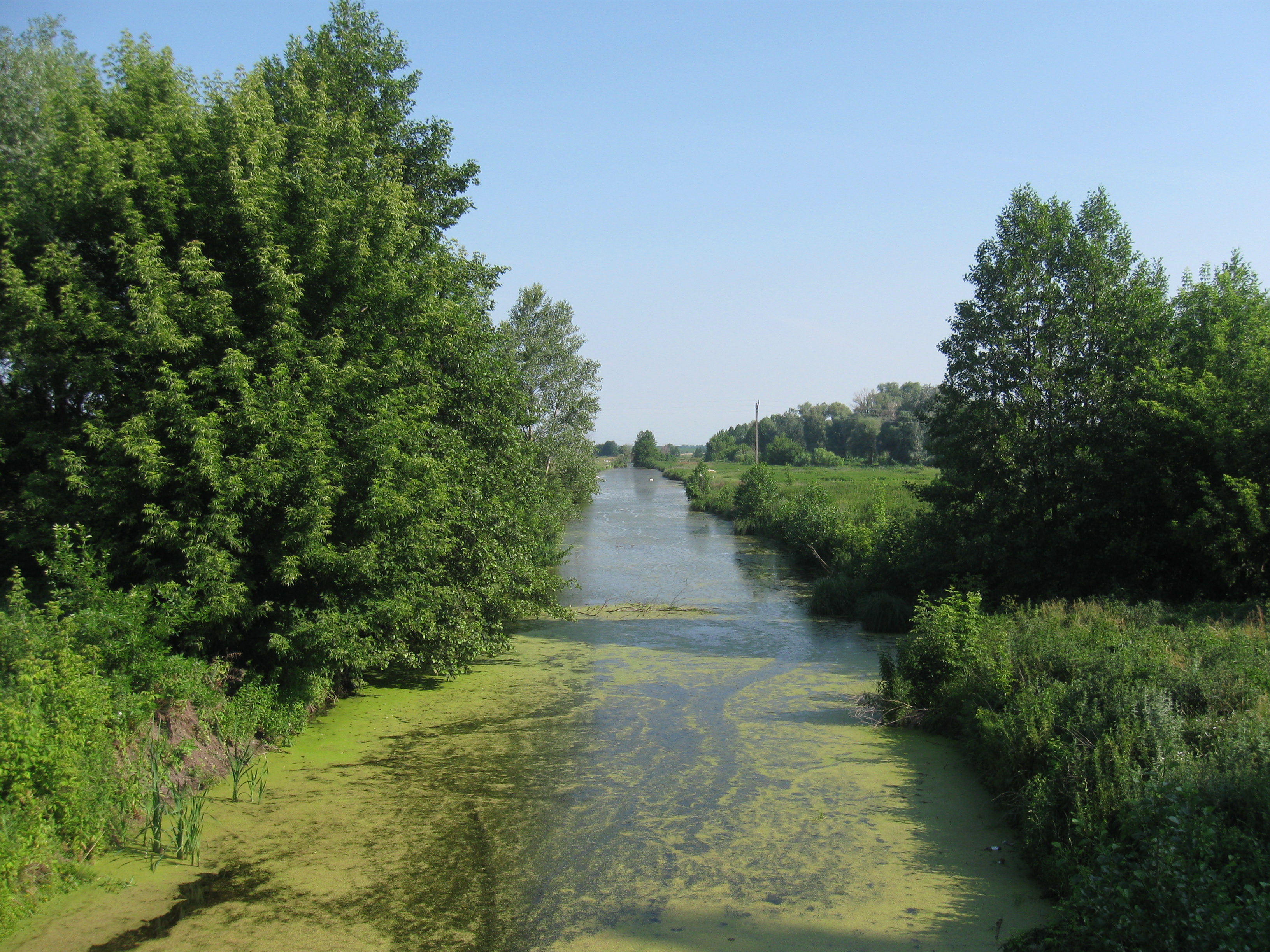
Rzeka Śleporód w okolicy Woronynciw

Teren hromady jest położony w lasostepie na Nizinie Naddnieprzańskiej. Według kryterium klimatycznego należy do słabo wilgotnej, ciepłej strefy agroklimatycznej.
Większość gruntów to czarnoziemy o niskiej i słabej zawartości próchnicy, wykorzystywane na potrzeby upraw rolnych. W dolinach rzek występują także gleby łąkowe, łąkowo-bagienne ze śladami zasolenia oraz bagna i torfowiska. Gęsta sieć hydrograficzna zapewnia zrównoważoną dynamikę procesów naturalnych. Sprzyja temu również zachowany reżim rzeczny Udaju i jego dopływów, które nie zostały poddane melioracji, dzięki czemu nadal odpowiadają za regulowanie mikroklimatu oraz stanowią ważny czynnik zachowania i odtwarzania różnorodności biologicznej.
Występują niektóre surowce naturalne, takie jak piasek i glina, a na terenach zalewowych rzek także złoża torfu.
Warunki klimatyczne:
- średnioroczne temperatury: latem +20 °C, a zimą –6,3 °C.
- średnia ilość opadów atmosferycznych: 450–470 mm.
- wysokość pokrywy śnieżnej zimą: 26 cm[2].

Rzeki przepływające przez teren hromady:
1. Wjaziwec(inne języki) – wpływa od strony Hromady Łubnie i przepływa kolejno przez Ostapówkę, Bohodarówkę, Makariwszczynę, między Nowoorżyćkym od wschodu i Worynyncami od zachodu, przez Nowoselówkę, po czym wpada do rzeki Śleporód.
2. Śleporód – wpływa od strony Hromady Hrebinka i przepływa przez Łazirky, Maksymiwszczynę, między Kozaczym i Kotlarewśkym od zachodu i Worynyncami od wschodu, między Pryjmiwszczyną od zachodu i Nowoselówką od wschodu, między Śleporodem i Zarzeczem od zachodu i Czerewkami od wschodu, przez Choroszky i Iskiwci, po czym wpływa na teren Hromady Łubnie.
3. Udaj – wpływa od strony Hromady Pyriatyn i przepływa w pobliżu granicy z Hromadą Czornuchy na północ od Karpiłówki, Duchowego, Hinciw, Horobijiw i Bijic, po czym wpływa na teren Hromady Łubnie.

### Rezerwaty przyrody

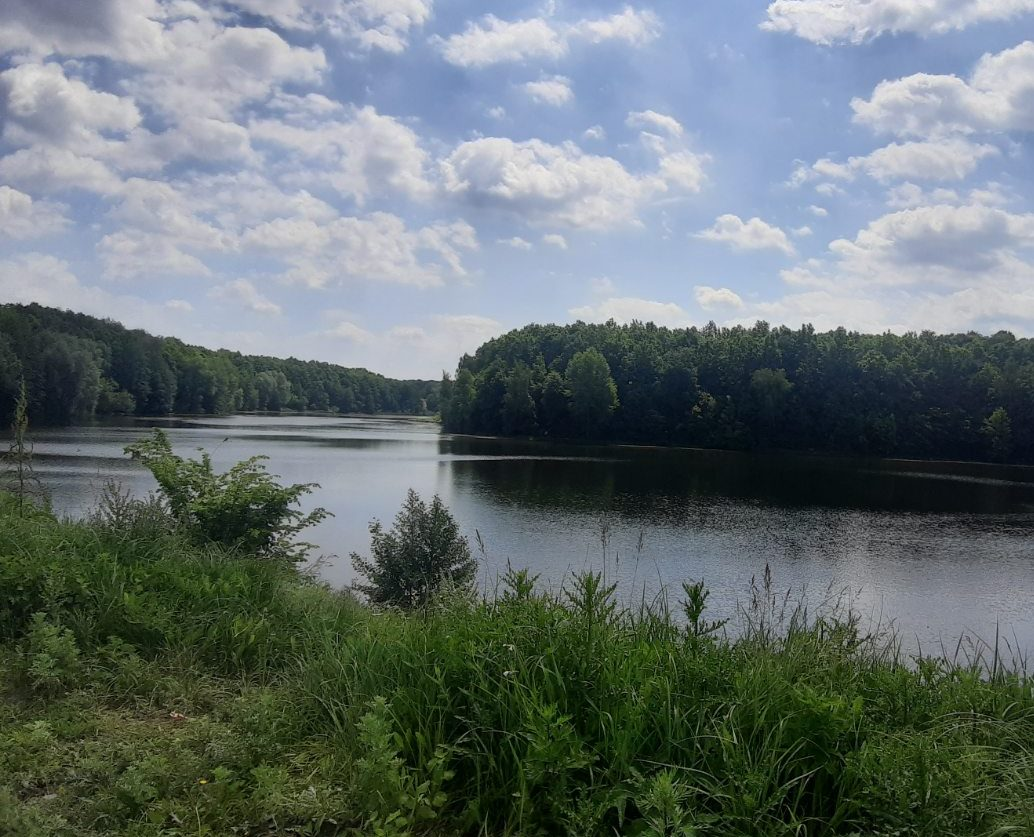
Rezerwat Krajobrazowy Czerwonobereżżia

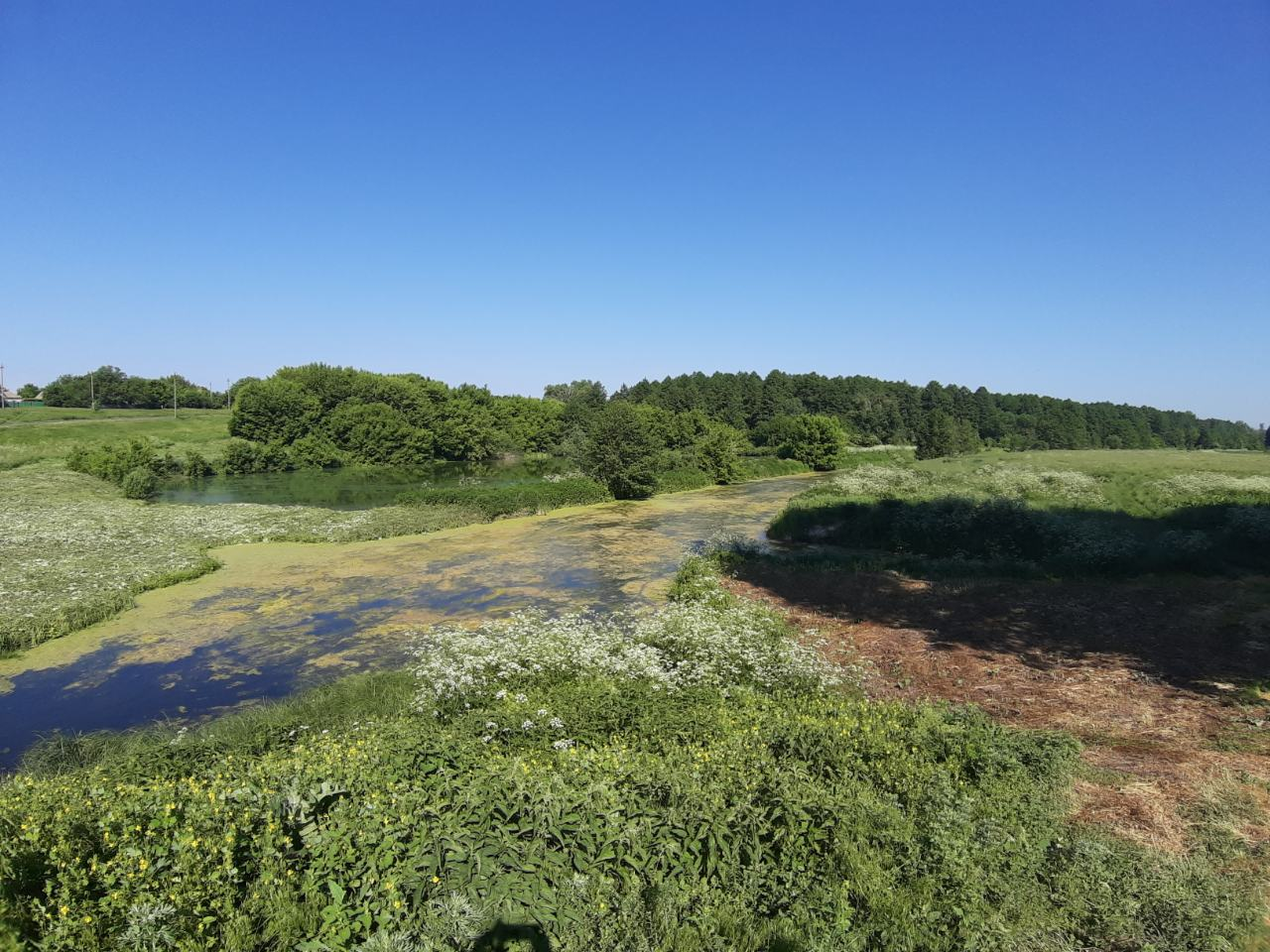
Tymkowski Rezerwat Hydrologiczny

Dla zachowania i odtworzenia różnorodności biologicznej działają dwa rezerwaty przyrody – Rezerwat Krajobrazowy Czerwonobereżżia (dosł. Czerwonobrzeg) o znaczeniu ogólnokrajowym oraz Tymkowski Rezerwat Hydrologiczny o znaczeniu lokalnym.
Rezerwat Krajobrazowy Czerwonobereżżia – utworzony w 1990, położony w północnej części hromady w okolicy Duchowego i Hinciw (okręg duchowski) oraz na terenie sąsiednich hromad Czornuchy i Łubnie, w dolinie rzeki Udaj. Zajmuje obszar 8,03 km² z czego na terenie Hromady Nowoorżyćke – 1,5 km².
Dominującą formą roślinności są lasy dębowe, sosnowo-dębowe i stare drzewostany sosny zwyczajnej (posadzone ponad 50 lat temu). Wiek dąbrowy przekracza 100–120 lat.
Na terenie rezerwatu chronione są rzadkie gatunki roślin i zwierząt o różnym statusie ochronnym, w tym wpisane do czerwonej księgi gatunków zagrożonych Ukrainy. Żyje tutaj znaczna liczba gatunków ptaków, która stanowi 50% wszystkich występujących na Ukrainie.
Tymkowski Rezerwat Hydrologiczny – założony w 1984, położony w zachodniej części hromady w okolicy Tymków (okręg wysznewy). Zajmuje obszar 43 ha. Został utworzony w celu zachowania cennych mokradeł na obszarze zalewowym rzeki Gniła Orżycia z liczną florą i fauną.
Jest miejscem gniazdowania ptaków nadbrzeżnych w czasie wędrówek. Dla zachowania różnorodności biologicznej ochroną objęte są gatunki rzadkie i zbiorowiska roślinne.

## Samorząd

### Rada osiedlowa
Głównym organem samorządu terytorialnego w Hromadzie Nowoorżyćke jest Rada Osiedlowa w Nowoorżyćkym, złożona z 20 radnych, wybieranych w wyborach bezpośrednich w wielomandatowych okręgach wyborczych na pięcioletnią kadencję.
W kadencji 2020-2025 Rada Osiedlowa składa się z 17 radnych, w związku z rezygnacją trzech radnych z mandatów w celu objęcia stanowisk zastępcy Przewodniczącego Rady oraz starostów w okręgach łazirkowskim i czerewkowskim. Po trzech radnych pochodzi z Nowoorżyćkego, Łazirek i Wysznewego, po dwóch z Ostapówki i Nowoselówki, po jednym z Duchowego, Enkiwciw, Karpiłówki i Woronynciw.
Organem wykonawczym samorządu terytorialnego jest Komitet Wykonawczy Rady Osiedlowej w Nowoorżyćkym, którego skład i liczbę członków określa Rada Osiedlowa.
W kadencji 2020-2025 Komitet składa się z 16 członków, w tym z Przewodniczącego Rady, jego dwóch zastępców, Sekretarza Rady i starostów.
Głównym przedstawicielem samorządu terytorialnego jest Przewodniczący Rady Osiedlowej w Nowoorżyćkym, wybierany w wyborach bezpośrednich na 5-letnią kadencję. Przewodniczący Rady zwołuje obrady Rady Osiedlowej oraz wchodzi do składu Komitetu Wykonawczego z urzędu jako przewodniczący. Pozostałych członków Komitetu wybiera Rada Osiedlowa na wniosek Przewodniczącego Rady.
W kadencji 2020-2025 Przewodniczącym Rady jest Anatolij Titenko, członek partii politycznej Zaufanie i były Przewodniczący Rady Wiejskiej w Tarandyncach.

### Okręgi starościńskie
W ramach samorządu Hromady Nowoorżyćke funkcjonuje siedem okręgów starościńskich: bijewecki, duchowski, łazirkowski, ostapowski, tarandyncowski, woronyncowski i wysznewy.
Rada Osiedlowa początkowo, w grudniu 2020 utworzyła okręgi starościńskie w granicach dawnych hromad terytorialnych, z wyjątkiem Nowoorżyćkego. Później, jesienią 2021 Rada zmieniła podział na jednostki pomocnicze hromady, włączając okręg czerewkowski do składu okręgu woronyncowskiego.
Przedstawicielem mieszkańców okręgu starościńskiego w strukturze Komitetu Wykonawczego jest starosta, którego powołuje i odwołuje Rada Osiedlowa po przeprowadzeniu konsultacji społecznych z mieszkańcami okręgu.
| Nr | Herb | Okręg starościński              | Liczba ludności (01.08.2023) | Obszar    | Miejscowości |
| -- | ---- | ------------------------------- | ---------------------------- | --------- | --- |
| –  |      | Nowoorżyćke Новооржицьке        | 1513                         | 2,6 km²   | 1: Nowoorżyćke |
| 1. |      | Bijewecki Бієвецький            | 478                          | 53,63 km² | 3: Bijiwci, Horobiji, Enkiwci                                                                                             |
| 2. |      | Duchowski Духівський            | 655                          | 69,64 km² | 3: Duchowe, Hinci, Karpyliwka                                                                                             |
| 3. |      | Łazirkowski Лазірківський       | 2099                         | 41,72 km² | 1: Łazirky |
| 4. |      | Ostapowski Остапівський         | 532                          | 36,31 km² | 4: Ostapiwka, Bohodariwka, Makariwszczyna, Stepyri                                                                        |
| 5. |      | Tarandyncowski Тарандинцівський | 1065                         | 67,43 km² | 3: Tarandynci, Wyły, Hubśke                                                                                               |
| 6. |      | Woronyncowski Воронинцівський   | 1216                         | 82,97 km² | 10: Woronynci, Kozacze, Kotlarewśke, Maksymiwszczyna, Nowoseliwka, Pryjmiwszczyna, Czerewky, Zaricza, Sliporid, Choroszky |
| 7. |      | Wysznewy Вишневий               | 1715                         | 93,72 km² | 6: Wysznewe, Iwanówka, Neseno-Irżawec, Nowe, Tymky, Chorużówka                                                            |

## Usługi publiczne
Rada Osiedlowa nadaje mieszkańcom dostęp do usług publicznych za pośrednictwem zakładów komunalnych:
1. Centrum Nadania Usług Administracyjnych z siedzibą w Nowoorżyćkym[36] z zamiejscowymi stanowiskami obsługi petentów w Bijiwcach, Duchowym, Łazirkach, Ostapiwce, Tarandyncach, Woronyncach i Wysznewym[37] – w zakresie rejestracji i otrzymywania dokumentów urzędowych[38].
2. Centrum Nadania Usług Socjalnych z siedzibą w Łazirkach – w zakresie zapobiegania ubóstwu i opieki społecznej[39].
3. Nowoorżyćke Centrum Pierwszej Pomocy Medyczno-Sanitarnej z siedzibą w Tarandyncach[40] – w zakresie świadczeń medycyny rodzinnej w miejscu zamieszkania.
Jako oddziały Centrum działają ambulatoria medycyny rodzinnej w Duchowym, Łazirkach, Nowoorżyćkym, Tarandyncach, Woronyncach i Wysznewym oraz punkty felczersko-położnicze w Bijiwcach, Bohodariwce, Enkiwcach, Hubśkych, Karpyliwce, Ostapiwce, Tymkach, Wyłach, Choroszkach i Czerewkach[2][41].
4. Przedsiębiorstwo Łazirky-Dobrobut z siedzibą w Łazirkach – w zakresie usług komunalnych (wywozu odpadów, transportu publicznego, dostępu do sieci inżynieryjnych i innych)[42].

Do Rady Osiedlowej należy także zakład komunalny – Nowoorżyćka Lokalna Straż Pożarna z siedzibą w Nowoorżyćkym, odpowiedzialna za ochronę przeciwpożarową na terenie hromady.
Dla ochrony porządku publicznego, zapobiegania i przeciwdziałania przestępstwom oraz zapewnienia współpracy Policji ze społecznością lokalną w ramach koncepcji policji środowiskowej, na terenie hromandy działa Posterunek Policji w Wysznewym. Posterunek jest biurem administracyjnym Oficera policyjnego Hromady Nowoorżyćke.

## Oświata

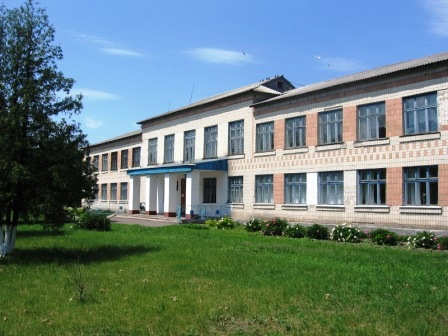
Budynek Łazirkowskiej Szkoły Ogólnokształcącej I-III stopni im. Wołodymyra Pidpałego przy ul. Centralnej 1.

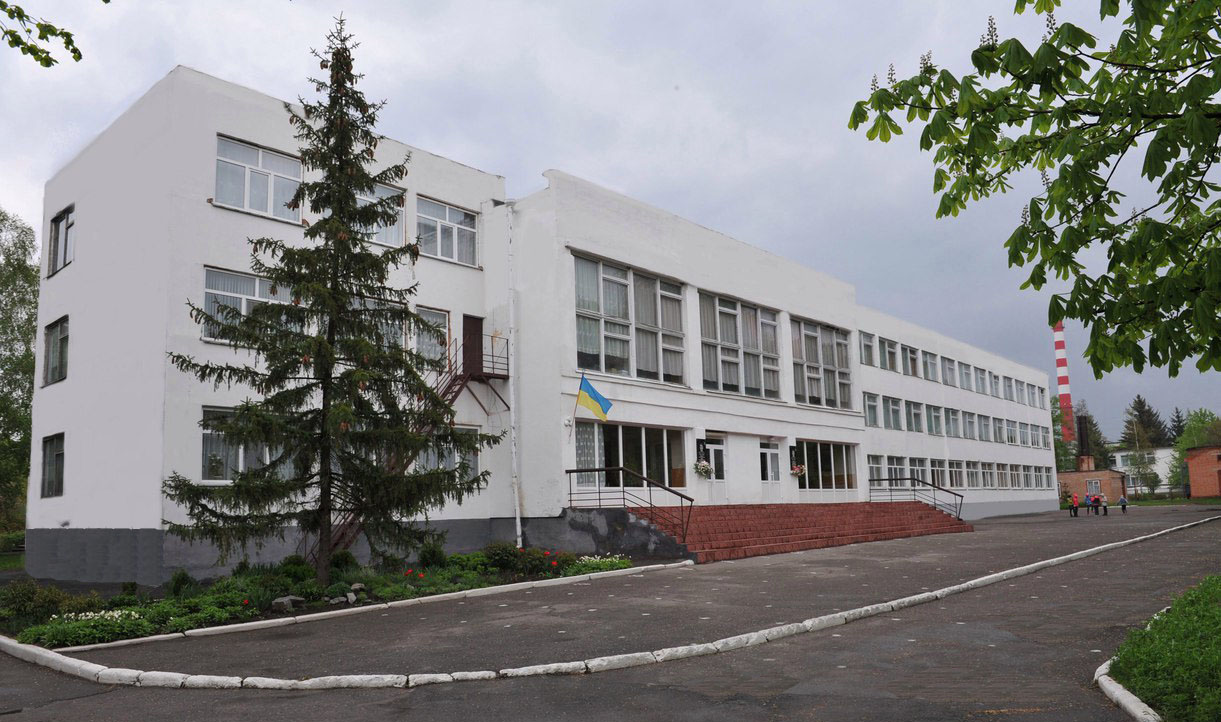
Budynek Nowoorżyćkej Szkoły Ogólnokształcącej I-III stopni przy ul. Oświatowej 3

Na terenie hromady działa państwowa szkoła zawodowa, sześć komunalnych szkół ogólnokształcących, pięć komunalnych zakładów wychowania przedszkolnego oraz komunalny zakład pozaszkolny.
Stanem na 1 stycznia 2023 Rada Osiedlowa w Nowoorżyćkym zatrudniała 119 pedagogów szkolnych, 26 pedagogów wychowania przedszkolnego oraz pięciu pedagogów, prowadzących zajęcia pozaszkolne.
- Szkoła zawodowa:
  1. Szkoła Zawodowa nr 46 – państwowa szkoła zawodowa w Łazirkach, prowadząca kształcenie zawodowe i nauczanie ogólnokształcące na poziomie średnim. Szkoła została założona w 1963. W roku szkolnym 2021/2022 w szkole uczyło się 165 uczniów i było zatrudnionych 26 pedagogów[h][45].
Nadzór nad działalnością szkoły sprawuje Departament Oświaty i Nauki Połtawskiej Obwodowej Administracji Państwowej[46].
- Szkoły średnie:
  1. Łazirkowska Szkoła Ogólnokształcąca I-III stopni im. Wołodymyra Pidpałego – szkoła komunalna w Łazirkach, prowadząca nauczanie ogólnokształcące na poziomie podstawowym i średnim (1-11 klasy). Szkoła została założona w 1874[47]. W roku szkolnym 2023/2024 w szkole uczyło się 247 uczniów (na 400 miejsc) w 14 klasach, w tym pięciu klasach integracyjnych.
Plan optymalizacji zakładów oświaty na lata 2022–2027 przewiduje nadanie szkole statusu liceum.
  2. Nowoorżyćka Szkoła Ogólnokształcąca I-III stopni – szkoła komunalna ze statusem szkoły opornej w Nowoorżyćkym, prowadząca nauczanie ogólnokształcące na poziomie podstawowym i średnim (1-11 klasy). Szkoła została założona w 1978[48]. W roku szkolnym 2023/2024 w szkole uczyło się 210 uczniów (na 624 miejsca) w 12 klasach, w tym pięciu klasach integracyjnych.
Plan optymalizacji zakładów oświaty na lata 2022–2027 przewiduje nadanie szkole statusu liceum.
  3. Tarandyncowska Szkoła Ogólnokształcąca I-III stopni im. Wasyla Symonenki – szkoła komunalna ze statusem szkoły opornej w Tarandyncach, prowadząca nauczanie ogólnokształcące na poziomie podstawowym i średnim (1-11 klasy). Szkoła została założona w latach 1864–1870[49][50]. W roku szkolnym 2023/2024 w szkole uczyło się 131 uczniów (na 366 miejsc) w 11 klasach, w tym trzech klasach integracyjnych.
Plan optymalizacji zakładów oświaty na lata 2022–2027 przewiduje przekształcenie szkoły w gimnazjum.
  4. Wysznewska Szkoła Ogólnokształcąca I-III stopni – szkoła komunalna w Wysznewym, prowadząca nauczanie ogólnokształcące na poziomie podstawowym i średnim (1-11 klasy). Szkoła została założona w 1910[51]. W roku szkolnym 2023/2024 w szkole uczyło się 149 uczniów (na 320 miejsc) w 11 klasach, w tym jednej klasie integracyjnej.
Plan optymalizacji zakładów oświaty na lata 2022–2027 przewiduje przekształcenie szkoły w gimnazjum,
- Gimnazja:
  1. Gimnazjum Duchowskie im. Pawła Raka – szkoła komunalna w Duchowym, prowadząca nauczanie ogólnokształcące na poziomie podstawowym i niepełnym średnim (1-9 klasy). Szkoła została założona w 1906[52]. W roku szkolnym 2023/2024 w szkole uczyło się 42 uczniów (na 192 miejsca) w 11 klasach, w tym jednej klasie integracyjnej.
Plan optymalizacji zakładów oświaty na lata 2022–2027 przewiduje przyłączenie do szkoły Przedszkola Barwinek jako oddziału przedszkolnego.
  2. Gimnazjum Wełyczkowskie – szkoła komunalna w Łazirkach (Wełyczkach[i]), prowadząca nauczanie ogólnokształcące na poziomie podstawowym i niepełnym średnim (1-9 klasy). Szkoła została założona w 1940[53]. W roku szkolnym 2023/2024 w szkole uczyło się 33 uczniów (na 140 miejsc) w sześciu klasach, w tym trzech klasach integracyjnych[54].
Plan optymalizacji zakładów oświaty na lata 2022–2027 przewiduje przekształcenie szkoły w szkołę podstawową (1-4 klasy)[55].
- Żłobki i przedszkola:
  1. Przedszkole Barwinek w Duchowym – w roku przedszkolnym 2023/2024 wychowaniem przedszkolnym objęto 14 dzieci (na 19 miejsc).
  2. Przedszkole Rumianek w Łazirkach – w roku przedszkolnym 2023/2024 wychowaniem przedszkolnym objęto 47 dzieci (na 95 miejsc). W przedszkolu działa grupa integracyjna, zapewniająca wychowanie i integrację dzieci ze szczególnymi potrzebami oświatowymi[41].
  3. Żłobek i Przedszkole Przyjaźń w Nowoorżyćkym – w roku przedszkolnym 2023/2024 wychowaniem przedszkolnym objęto 64 dzieci (na 183 miejsca).
  4. Przedszkole Rumianek w Tarandyncach – w roku przedszkolnym 2023/2024 wychowaniem przedszkolnym objęto 21 dzieci (na 22 miejsca).
  5. Żłobek i Przedszkole Słoneczko w Wysznewym – w roku przedszkolnym 2023/2024 wychowaniem przedszkolnym objęto 48 dzieci (na 59 miejsc)[56][57].
- Zakład pozaszkolny:
  1. Łazirkowski Dom Twórczości Dzieci i Młodzieży[58] – komunalny zakład oświaty w Łazirkach, prowadzący zajęcia pozaszkolne. W 2022 zakład prowadził zajęcia dla 250 uczniów w dziewięciu grupach na kierunkach: artystycznym, naukowo-technicznym i wychowania fizycznego[27].

Nadzór nad działalnością komunalnych zakładów oświaty (szkół, przedszkoli i zakładu pozaszkolnego) sprawuje Wydział Oświaty, Młodzieży, Sportu, Kultury i Turystyki Komitetu Wykonawczego.

## Kultura i odpoczynek

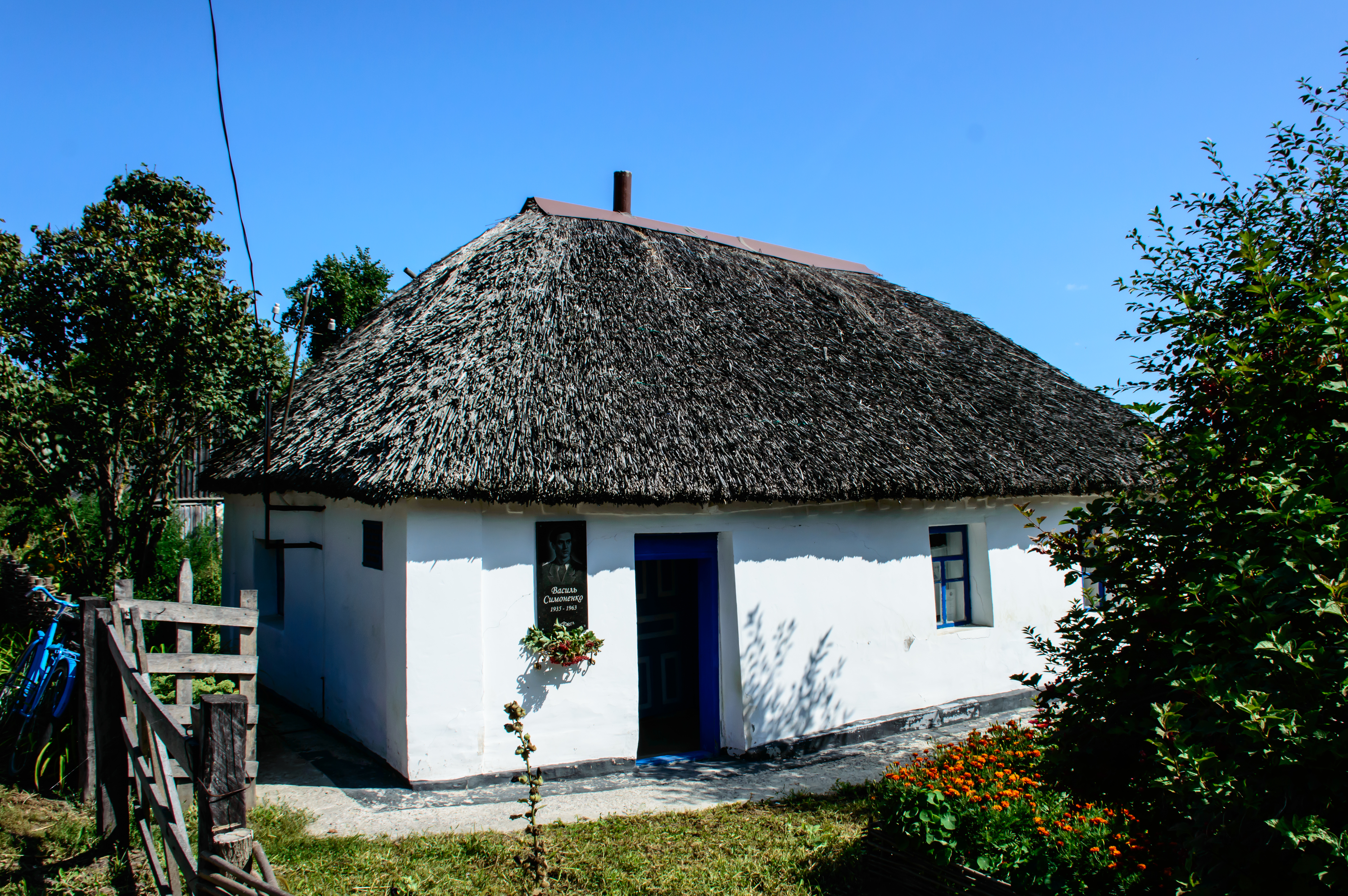
Muzeum Dom Wasyla Symonenki w Bijiwcach

Rada Osiedlowa prowadzi komunalne zakłady kultury – muzeum, 14 bibliotek i 12 domów kultury. Na terenie hromady znajdują się również boiska, sale sportowe i komunalny Kompleks Sportowo-Rekreacyjny Wysznewe, w ramach którego prowadzone są grupy sportowe w Łazirkach, Nowoorżyćkym i Wysznewym.
Nadzór nad działalnością komunalnych zakładów kultury i sportu sprawuje Wydział Oświaty, Młodzieży, Sportu, Kultury i Turystyki Komitetu Wykonawczego.
Samorząd hromady prowadzi działania na rzecz rozwoju ekoturystyki na obszarze Muzeum Domu Wasyla Symonenki w Bijiwcach oraz stanowiska archeologicznego w Hincach, położonego na południowym przylądku rzeki Udaj.

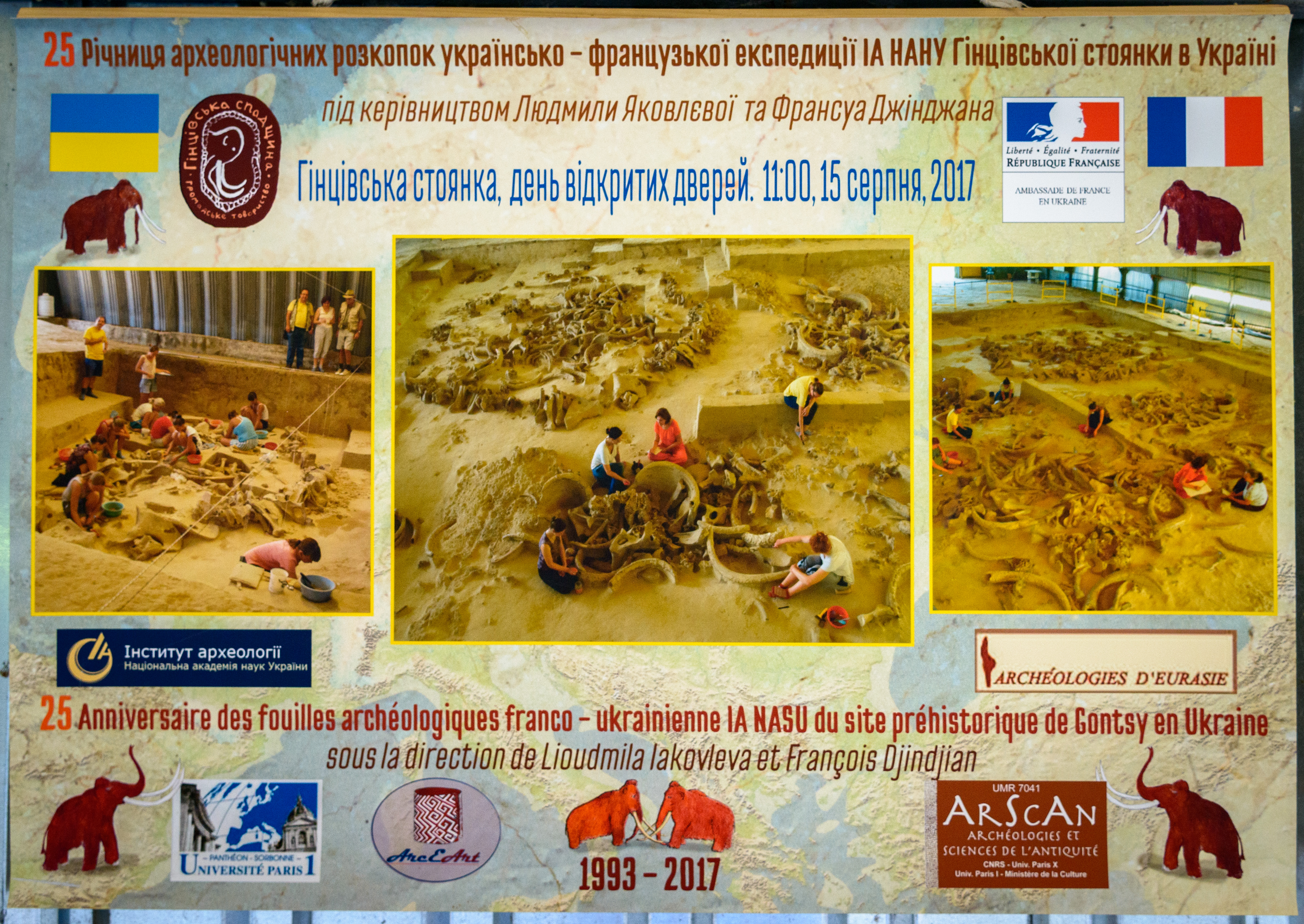
Tablica informacyjna o dniach otwartych na stanowisku archeologicznym w Hincach
(15 sierpnia 2017)

Stanowisko archeologiczne w Hincach zostało odkryte w 1871 i było pierwszym takim znaleziskiem na terenie Europy Wschodniej. Z powodu trudnej historii Ukrainy, prace archeologiczne na stanowisku były często przerywane, aż do 1993. Wówczas rozpoczęły się wieloletnie wykopaliska i interdyscyplinarne badania na stanowisku, dzięki współpracy Instytutu Archeologii Narodowej Akademii Nauk Ukrainy z francuskim Narodowym Centrum Badań Naukowych, a także dzięki wsparciu ukraińsko-francuskich programów międzynarodowych oraz zaangażowaniu fundacji Archèologies d’Eurasie i organizacji społecznej Hinciwśka spadszczyna (dosł. Hincowskie dziedzictwo).
Szczególna wartość stanowiska wynika z tego, że paleolityczni myśliwi wykorzystywali nie tylko sam obszar stanowiska, gdzie znajdowały się konstrukcje mieszkalne z kości mamuta, ale również przyległe obszary wąwozów i kotlin, gdzie odkryto liczne resztki kości mamutów i innych prehistorycznych zwierząt.

## Demografia

### Ludność w 2023
Stanem na 1 sierpnia 2023 w Hromadzie Nowoorżyćke mieszkały 9273 osoby, z czego większość na terenie trzech okręgów starościńskich – łazirkowskiego (22,6%), wysznewego (18,5%) i osiedla Nowoorżyćke (16,3%). W okręgach woronyncowskim i tarandyncowskim mieszkało odpowiednio 13,1% i 11,5% ludności.
Hromada składa się z 31 miejscowości typu wiejskiego, w tym jednego osiedla (Nowoorżyćke) i 30 wsi. Większość miejscowości w hromadzie jest słabo zaludniona.
1. W grupie miejscowości z liczbą ludności poniżej 100, obejmującej 8 wsi, mieszkało 305 osób (średnio 38 osób na miejscowość), a w Makariwszczynie nie było żadnego zameldowanego mieszkańca. Oznacza to, że w 29% miejscowości mieszkało tylko 3,3% ludności hromady.
2. W grupie miejscowości z liczbą ludności 100-250, obejmującej 14 wsi, mieszkało 2579 osób (średnio 184 osoby na miejscowość), co oznacza, że w 45% miejscowości mieszkało 27,8% ludności hromady.
3. W grupie miejscowości z liczbą ludności 251-500, obejmującej 4 wsie, mieszkało 1181 osób (średnio 295 osób na miejscowość, 12,7% ludności hromady).
4. W Tarandyncach mieszkało 547 osób (5,9%), w Wysznewym – 1049 (11,3%), w osiedlu Nowoorżyćke – 1513 (16,5%), a najwięcej w Łazirkach – 2099 (22,6%).

Wśród mieszkańców było 5300 osób zdolnych do pracy (57% ludności), 765 uchodźców wewnętrznych, 788 osób, które korzystają z pomocy społecznej, w tym osób niepełnosprawnych, 267 osób bezrobotnych, zarejestrowanych w urzędzie pracy, 21 uczestników likwidacji awarii w Czarnobylskiej Elektrowni Jądrowej i 30 weteranów operacji antyterrorystycznej na wschodzie Ukrainy.
Samorząd hromady mierzy się z problemem spadku liczby ludności, głównie z powodu niskiego przyrostu naturalnego.

## Gospodarka
Stanem na 1 stycznia 2023 w hromadzie były zarejestrowane 4282 przedsiębiorstwa, w tym 296 osób prawnych i 3986 osób fizycznych, prowadzących jednoosobową działalność gospodarczą.
Głównym rodzajem działalności gospodarczej w hromadzie jest agrobiznes, specjalizujący się w wytwarzaniu zbóż, roślin przemysłowych i cukru, a także handel i działalność usługowa. Większość przedsiębiorstw prowadzi działalność rolniczą lub hodowlaną.
W lokalnym przemyśle spożywczym działają dwa przedsiębiorstwa, a mianowicie Nowoorżyćka Fabryka Cukru w Nowoorżyćkym i producent mięsa OMK+ w Wysznewym.
Nowoorżyćka Fabryka Cukru zatrudnia ponad 245 pracowników, ale tylko w okresie przetwarzania buraków cukrowych i produkcji cukru.
Do Rady Osiedlowej w Nowoorżyćkym należy przedsiębiorstwo komunalne Łazirky-Dobrobut, prowadzące wielobranżową działalność gospodarczą, w szczególności w zakresie gospodarki komunalnej, rolnictwa, remontów i budownictwa.
W Łazirkach działają trzy spichlerze zbożowe, należące do agroholdingów Kernel i UkrLandFarming. Inwazja Rosji na Ukrainę w 2022 przerwała budowę, należącego do Solagro Trade, spichlerza w Wyłach.
Hromada mierzy się z problemem niskich zarobków mieszkańców, a także z powodu sezonowego charakteru pracy w agrobiznesie, z problemem bezrobocia w pozostałych miesiącach roku.

## Transport

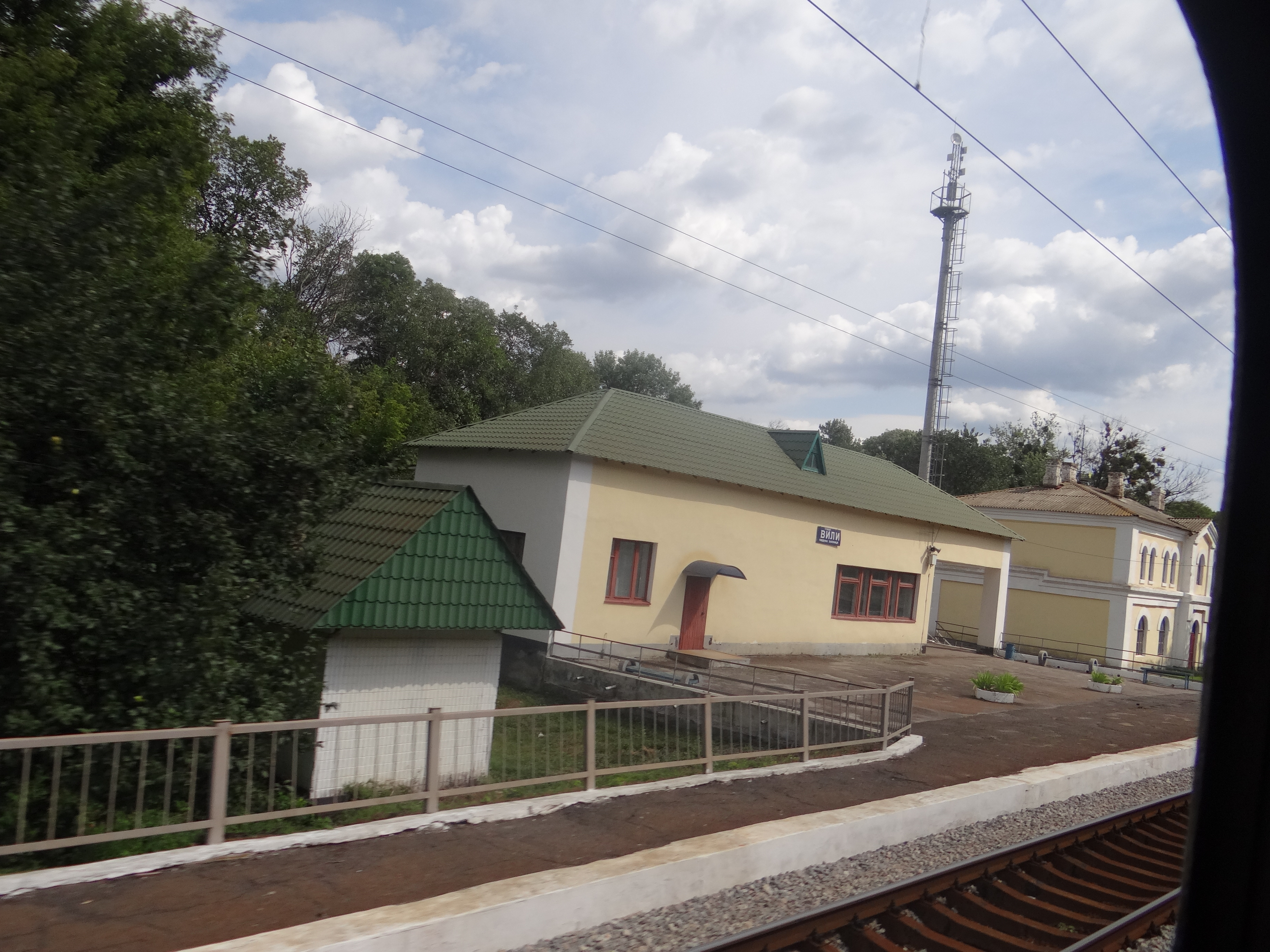
Stacja kolejowa Wyły

Na terenie hromady znajdują się trzy stacje kolejowe, obsługujące ruch pasażerski na linii Hrebinka – Romodan, a mianowicie stacja Łazirky w odległości 15 km od siedziby hromady, stacja Iwaniwka i stacja Wyły w odległości 8 km od siedziby hromady. Linia kolejowa łączy Hromadę Nowoorżyćke z Hrebinką i Łubniami oraz z miastem obwodowym Połtawą.

Oprócz tego, do fabryki cukru w Nowoorżyćkym i spichlerzy zbożowych w Łazirkach prowadzą linie kolejowe, obsługujące ruch towarowy położonych tam przedsiębiorstw.
Łączna długość dróg komunalnych stanowi 168,18 km, w tym 128,89 km dróg twardych. Przez hromadę przebiega droga międzynarodowa M03 na trasie Kijów – Charków.
Usługi przewozów pasażerskich (marszrutki) między miejscowościami, wchodzącymi w skład hromady, są świadczone przez przedsiębiorstwo komunalne Łazirky-Dobrobut oraz przez przewoźników prywatnych.

Najbliższy dworzec autobusowy znajduje się w Hromadzie Pyriatyn.
Hromada mierzy z problem niskiej jakości dróg komunalnych, często pochodzących jeszcze z czasów radzieckich, oraz z nieregularnością transportu zbiorowego, z wyjątkiem transportu kolejowego.

## Urodzeni na terenie hromady
Na terenie należącym obecnie do Hromady Nowoorżyćke urodzili się:
- Wasyl Symonenko (1935-1963) – ukraiński poeta, dziennikarz i tzw. sześćdziesiątnik, urodzony w Bijiwcach.
- Wołodymyr Pidpały(inne języki) (1936-1973) – ukraiński poeta, prozaik i tłumacz, urodzony w Łazirkach.